# Wings for Life World Run

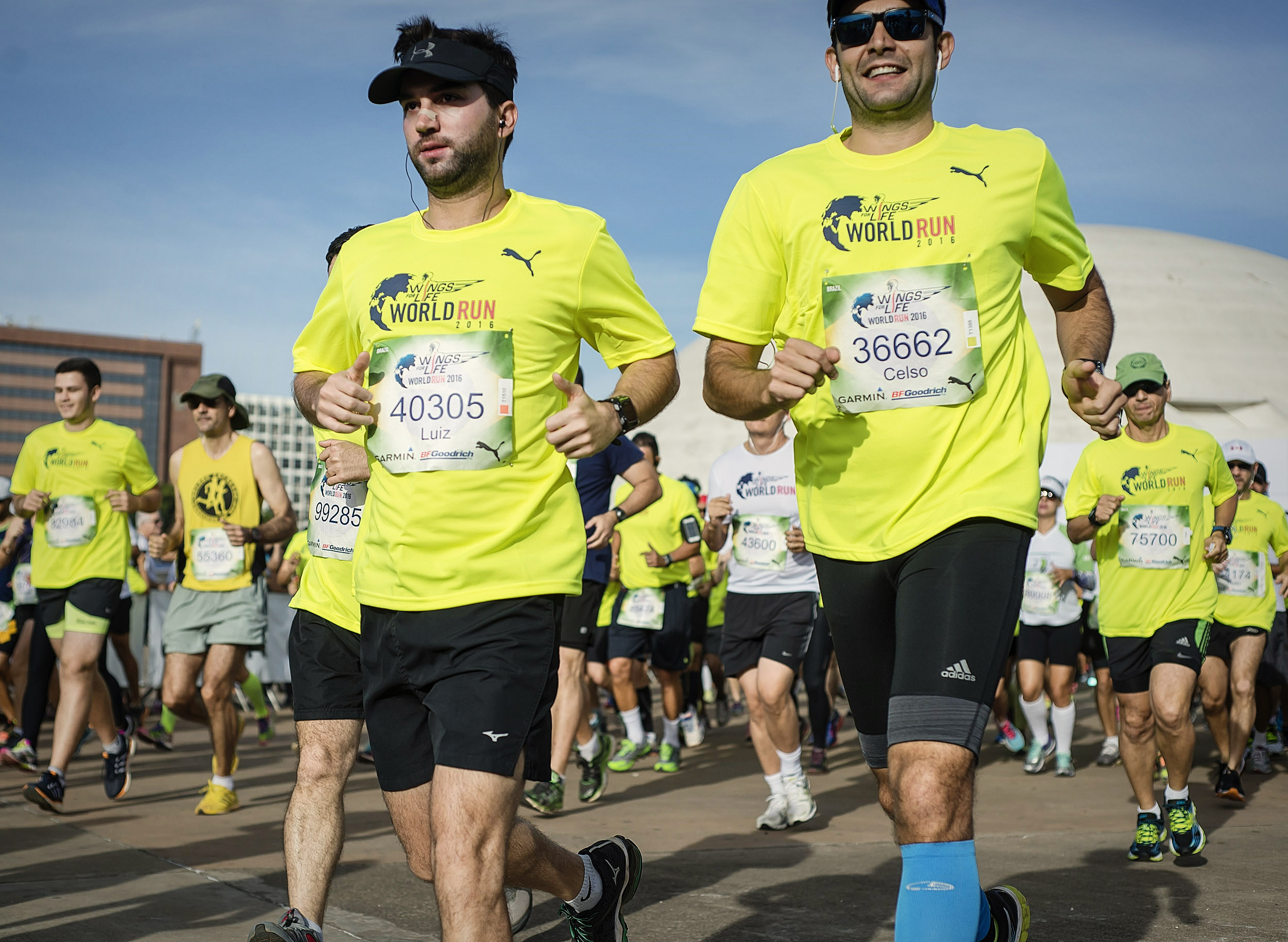
Bieg w Brazylii (2016)

Wings for Life World Run – międzynarodowy bieg charytatywny organizowany jednocześnie w wielu miastach na świecie. Dochód z biegu przeznaczony jest na badania nad urazami rdzenia kręgowego. Odbywa się on od 2014 roku w niedzielę na początku maja.
W biegu mogą uczestniczyć zarówno profesjonalni sportowcy jak i amatorzy, także osoby poruszające się na wózkach inwalidzkich. Rywalizować można w zorganizowanych biegach flagowych z udziałem samochodu „mety”, w mniejszych grupowych biegach organizowanych w wielu miejscach (bez udziału samochodu), bądź indywidualnie w dowolnej lokalizacji z pomocą aplikacji mobilnej. Bez względu na lokalizację wszystkie biegi rozpoczynają się o 11:00 UTC, a ranking prowadzony jest jednocześnie dla wszystkich uczestników na całym świecie.
Po 30 minutach od startu biegaczy rusza za nimi specjalny samochód „meta”. Początkowo przemieszcza się on z prędkością 14 km/h i stopniowo przyspiesza (schemat jazdy samochodu zmieniał się w kolejnych edycjach). Każdy uczestnik, którego „dogoni meta” kończy wyścig. Zwycięża biegacz, którego jako ostatniego dosięgnie meta i przebiegnie najdłuższy dystans. Uczestnicy biegnący indywidualnie oraz poza biegami flagowymi są ścigani przez „metę” wirtualnie otrzymując komunikaty poprzez aplikację mobilną.
W Polsce bieg flagowy organizowany jest w Poznaniu. W pierwszej edycji w 2014 uczestniczyło 1156 biegaczy. Za kierownicą samochodu „mety” w tej i kolejnej edycji siedział Michał Kościuszko. W 2016 w biegu wzięło udział 3957 biegaczy, a samochodem „metą” kierował Adam Małysz, który w tej roli wystąpił we wszystkich kolejnych edycjach.
5 maja 2019 roku w biegu wystartowało 120 tys. uczestników. W Poznaniu biegło ok. 7400 osób. Na całym świecie bieg odbył się w 12 oficjalnych lokalizacjach oraz w wielu innych miejscach na świecie (zorganizowane i indywidualne biegi z aplikacją, wirtualny samochód pościgowy jako meta). 
W latach 2020–2021 z powodu obostrzeń związanych z pandemią COVID-19 nie odbywały się zorganizowane biegi masowe. Uczestnicy mogli brać udział w akcji indywidualnie za pomocą aplikacji mobilnej.

## Zwycięzcy poszczególnych edycji w rankingu globalnym

### Mężczyźni
| Rok  | Data   |                    | Zwycięzca        | Lokalizacja | Dystans |
| ---- | ------ | ------------------ | ---------------- | ----------- | ------- |
| 2014 | 4 maja | Lemawork Ketema    | Dolina Dunaju    | 78,58 km    |         |
| 2015 | 3 maja | Lemawork Ketema    | Dolna Austria    | 79,90 km    |         |
| 2016 | 8 maja | Giorgio Calcaterra | Mediolan         | 88,44 km    |         |
| 2017 | 7 maja | Aron Anderson      | Dubaj            | 92,14 km    |         |
| 2018 | 6 maja | Aron Anderson      | Sunrise          | 89,85 km    |         |
| 2019 | 5 maja | Iwan Motorin       | Izmir            | 64,37 km    |         |
| 2020 | 3 maja | Michael Taylor     | bieg z aplikacją | 69,92 km    |         |
| 2021 | 9 maja | Aron Anderson      | bieg z aplikacją | 66,85 km    |         |
| 2022 | 8 maja | Jo Fukuda          | Fukuoka          | 64,43 km    |         |
| 2023 | 7 maja | Jo Fukuda          | Tokio            | 69,01 km    |         |
| 2024 | 5 maja | Tomoya Watanabe    | Fukuoka          | 70,10 km    |         |
| 2025 | 4 maja | Jo Fukuda          | Fukuoka          | 71,67 km    |         |

### Kobiety
| Rok  | Data   |                        | Zwyciężczyni     | Lokalizacja | Dystans |
| ---- | ------ | ---------------------- | ---------------- | ----------- | ------- |
| 2014 | 4 maja | Elise Selvikvåg Molvik | Stavanger        | 54,79 km    |         |
| 2015 | 3 maja | Yūko Watanabe          | Takashima        | 56,33 km    |         |
| 2016 | 8 maja | Kaori Yoshida          | Takashima        | 65,71 km    |         |
| 2017 | 7 maja | Dominika Stelmach      | Santiago         | 68,21 km    |         |
| 2018 | 6 maja | Vera Nunes             | Monachium        | 53,78 km    |         |
| 2019 | 5 maja | Nina Zarina            | Zug              | 53,72 km    |         |
| 2020 | 3 maja | Nina Zarina            | bieg z aplikacją | 54,23 km    |         |
| 2021 | 9 maja | Nina Zarina            | bieg z aplikacją | 60,16 km    |         |
| 2022 | 8 maja | Nina Zarina            | Santa Monica     | 56,00 km    |         |
| 2023 | 7 maja | Katarzyna Szkoda       | Poznań           | 55,07 km    |         |
| 2024 | 5 maja | Dominika Stelmach      | Poznań           | 55,02 km    |         |
| 2025 | 4 maja | Esther Pfeiffer        | Monachium        | 59,03 km    |         |

## Zwycięzcy poszczególnych edycji w biegach organizowanych w Poznaniu

### Mężczyźni
| Rok  | Data   |                    | Zwycięzca          | Dystans            | Rank. |
| ---- | ------ | ------------------ | ------------------ | ------------------ | ----- |
| 2014 | 4 maja | Grzegorz Urbańczyk | 49,08 km           | 77                 |       |
| 2015 | 3 maja | Bartosz Olszewski  | 73,46 km           | 8                  |       |
| 2016 | 8 maja | Tomasz Walerowicz  | 71,12 km           | 9                  |       |
| 2017 | 7 maja | Tomasz Walerowicz  | 85,14 km           | 5                  |       |
| 2018 | 6 maja | Dariusz Nożyński   | 66,86 km           | 9                  |       |
| 2019 | 5 maja | Tomasz Osmulski    | 55,59 km           | 14                 |       |
| 2020 | 3 maja | bieg nie odbył się | bieg nie odbył się | bieg nie odbył się |       |
| 2021 | 9 maja | bieg nie odbył się | bieg nie odbył się | bieg nie odbył się |       |
| 2022 | 8 maja | Dariusz Nożyński   | 63,93 km           | srebro             |       |
| 2023 | 7 maja | Dariusz Nożyński   | 68,39 km           | srebro             |       |
| 2024 | 5 maja | Dariusz Nożyński   | 63,22 km           | 8                  |       |
| 2025 | 4 maja | Dariusz Nożyński   | 67,34 km           | 5                  |       |

### Kobiety
| Rok  | Data   |                      | Zwyciężczyni       | Dystans            | Rank. |
| ---- | ------ | -------------------- | ------------------ | ------------------ | ----- |
| 2014 | 4 maja | Agnieszka Głomb      | 38,81 km           | 27                 |       |
| 2015 | 3 maja | Dominika Stelmach    | 41,84 km           | 31                 |       |
| 2016 | 8 maja | Agnieszka Janasiak   | 39,94 km           | 56                 |       |
| 2017 | 7 maja | Joasia Zakrzewski    | 52,26 km           | 14                 |       |
| 2018 | 6 maja | Wioletta Paduszyńska | 48,13 km           | 10                 |       |
| 2019 | 5 maja | Agnieszka Kowalczyk  | 43,11 km           | 14                 |       |
| 2020 | 3 maja | bieg nie odbył się   | bieg nie odbył się | bieg nie odbył się |       |
| 2021 | 9 maja | bieg nie odbył się   | bieg nie odbył się | bieg nie odbył się |       |
| 2022 | 8 maja | Patrycja Talar       | 53,56 km           | srebro             |       |
| 2023 | 7 maja | Katarzyna Szkoda     | 55,07 km           | złoto              |       |
| 2024 | 5 maja | Dominika Stelmach    | 55,02 km           | złoto              |       |
| 2025 | 4 maja | Martyna Młynarczyk   | 57,80 km           | srebro             |       |